# The Legend of Sleepy Hollow

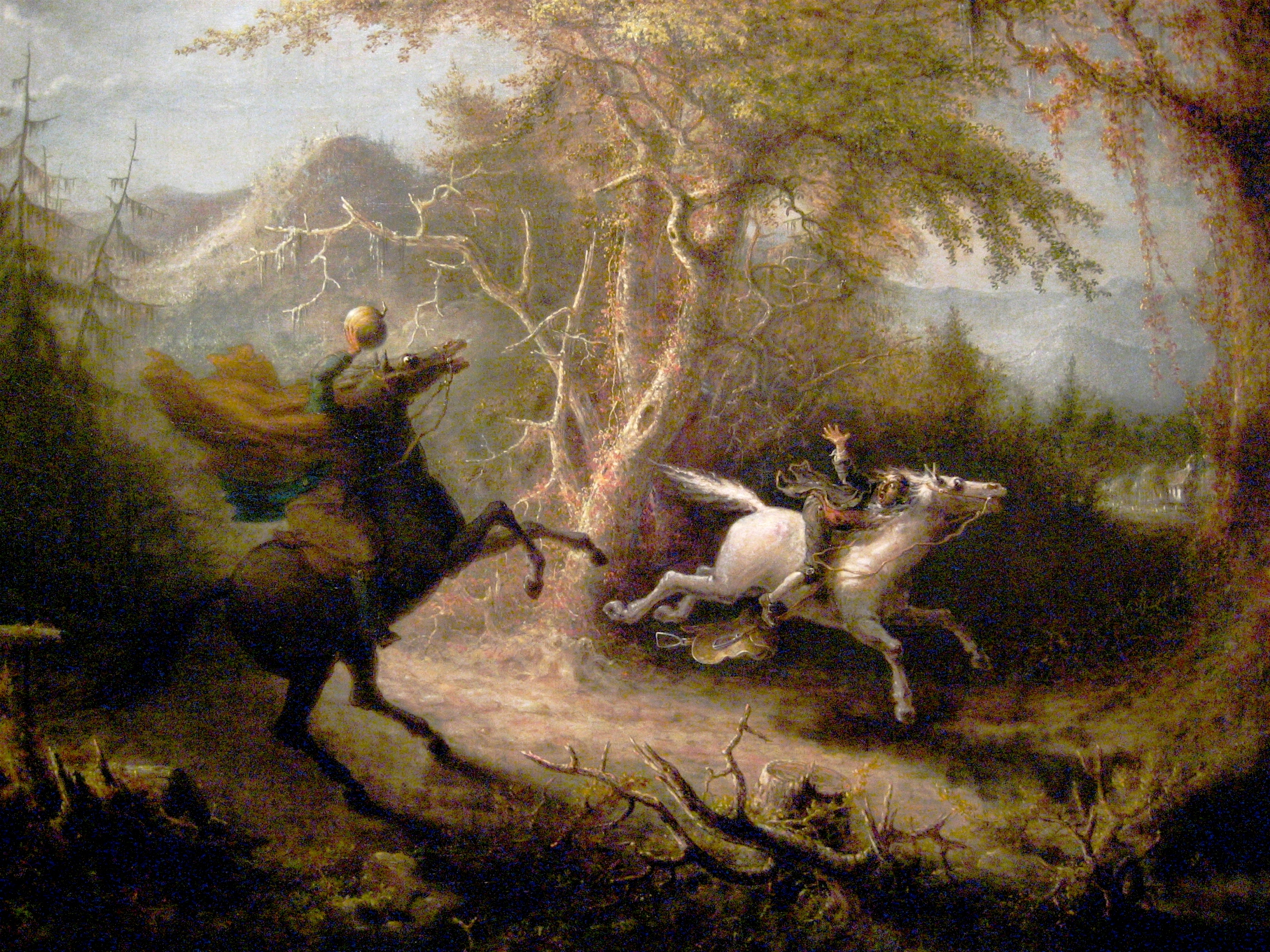
The Headless Horseman Pursuing Ichabod Crane van John Quidor, olieverf, 1858, Smithsonian American Art Museum

The Legend of Sleepy Hollow is een kort verhaal, geschreven door Washington Irving, dat deel uitmaakte van zijn verhalenbundel The Sketch Book of Geoffrey Crayon, Gent. Hij schreef het toen hij in Birmingham in Engeland verbleef. Het werd voor het eerst gepubliceerd in 1820. Samen met het korte verhaal Rip van Winkle is Sleepy Hollow een van de meest gelezen Amerikaanse verhalen tot vandaag de dag, vooral populair tijdens halloween.

## Inhoud
Het verhaal speelt zich af in 1790, in de Nederlandse gemeenschap van Tarry Town, New York; deze gesloten gemeenschap werd ook wel Sleepy Hollow genoemd. Het vertelt het verhaal van Ichabod Crane, een zeer bijgelovige schoolmeester uit Connecticut, die de rivaal is van Abraham van Brunt, die met hem strijdt om de gunsten van de 18-jarige Katherina van Tassel, de dochter en het enige kind van de rijke boer Baltus van Tassel. Crane verlaat een verjaardagspartij bij de Van Tassels op de avond voor Allerheiligen, wanneer hij omstreeks middernacht 1 november geconfronteerd wordt met de onthoofde ruiter (Headless Horseman), die mogelijk de geest is van een Hessische ruiter, die zijn hoofd kwijt is geraakt door een verdwaalde kanonskogel tijdens een van de vele schermutselingen in de Amerikaanse Onafhankelijkheidsoorlogen. Deze ruiter komt alleen 's nachts tevoorschijn om zijn hoofd te zoeken. Ichabod verdwijnt dan spoorloos uit de gemeenschap en Katherina trouwt met Van Brunt.
De interpretatie over de achtergrond van de onthoofde ruiter wordt door Irving opengelaten voor speculatie. Het verhaal impliceert dat de ruiter eigenlijk Van Brunt was, vermomd als de ruiter.

## Inspiratie
De legende van Sleepy Hollow is gebaseerd op een volksverhaal van Duitse origine, dat zich afspeelt in de Nederlandse cultuur van de Pre-revolutieoorlog in de staat New York. De eerste vermelding van het volksverhaal werd beschreven door Karl Musäus. Korte beschrijving:
De onthoofde ruiter werd hier veel gezien, een oude man die niet geloofde in geesten, vertelde over een ontmoeting met de onthoofde ruiter terugkomend van zijn reis naar de Hollow. De ruiter dwong hem achter op het paard te klimmen, ze reden over struiken, heuvels en moerassen. Toen ze de brug bereikten, veranderde de ruiter in een skelet. Hij gooide vervolgens de oude man in een greppel en verdween over de toppen van de bomen met een donderklap.
In de serie gebeurtenissen in het verhaal wordt de brug, die een belangrijk punt vormt in het verhaal, gelinkt aan de brug over de rivier de Pocantico, gelegen in het gebied waar de Oude Nederlandse kerk en begraafplaats zich in Sleepy Hollow bevinden. De personages Ichabod Crane en Katarina van Tassel zijn mogelijk gebaseerd op lokale bewoners in het gebied, die bekenden waren van Irving. Het personage Katrina is vermoedelijk deels gebaseerd op Eleanor Van Tassel Brush, waarbij haar voornaam zou overgenomen zijn van Eleanors tante Catriena Ecker Van Tessel.
Irving zou mogelijk ook een bekende zijn geweest van een legerkolonel genaamd Ichabod Crane, afkomstig van Staten Island (deze zou eens Thomas Jackson onder zich hebben gehad als rekruut). Het personage uit The legend zou toch merendeels gebaseerd zijn op Jesse Merwin, een lokale schoolleraar uit Kinderhook, noordelijk gelegen aan de Hudson. Irving zou enkele maanden in 1809 bij hem in huis hebben gewoond.

## Filmbewerkingen
- The Headless Horseman (1922), een stomme film van Edward Venturini, met in de hoofdrol Will Rogers als Crane.
- De Avonturen van Ichabod en meneer Pad (1949), geregisseerd door James Algar, Clyde Geronimi en Jack Kinney, geproduceerd door Walt Disney Productions, een animatiefilm, gebaseerd op het verhaal van Irving.
- The Legend of Sleepy Hollow (1980), geregisseerd door Henning Schellerup, was een voor televisie gemaakte film met Jeff Goldblum als Ichabod Crane en Dick Butkus als Brom Bones.
- The Legend of Sleepy Hollow (1999) was een Canadese televisiefilm geregisseerd door Pierre Gang.
- Sleepy Hollow (1999) was een film geregisseerd door Tim Burton, met Johnny Depp als Ichabod Crane en Christopher Walken in de rol van onthoofde ruiter.
- The Hollow (2004), geregisseerd door Kyle Newman. Het verhaal van de legende wordt gebruikt als een hedendaagse bewerking, de onthoofde ruiter is weer ontwaakt en een afstammeling van Ichabod Crane moet de ruiter nu stoppen.
- Sleepy Hollow (2013), een televisieserie gebaseerd op dit verhaal.